# 渡辺海渡
渡辺 海渡（わたなべ かいと、1992年1月23日 - ）は、日本の俳優である。
2003年から活動をし、2007年芸能活動を休止。その後海外へ渡り高校生活を送り帰国する。
所属事務所はスマイルモンキー。

## 出演

### テレビドラマ
- 少年野球（2003年、NHK-BS）
- キノの旅（2003年、テレビ東京）
- チルドレン（2006年、WOWOW）

### その他のテレビ番組
- アスリート応援TV! ニッポン!チャ×3（2006年、TBS） - 宮里聖（少年期） 役

### 映画
- 誰も知らない（2003年）
- 忍 -SHINOBI-（2005年） - 忍者 役
- 待合室（2006年） - 木本涼太 役

### CM
- ソニーPlayStation 2 キノの旅 -the Beautiful World-（2003年）
- ニンテンドー ゲームキューブ用ゲームソフト トミー NARUTO -ナルト-激闘忍者対戦!4（2005年）
- ベネッセ

### テレビアニメ
- LAST EXILE 第2話（2003年、テレビ東京）

### モデル
- teens Cecile 専属モデル（2006年1月）

### その他
- ミニトマトスパ（2003年8月、東京工芸大学制作） - 主演：デコ 役
- ある日のつよしくん編（2004年1月、NTTドコモ北海道） - つよし 役